# 印尼奧林匹克委員會
印尼奧林匹克委員會（縮寫：KOI）是印尼的國家奧林匹克委員會。該組織成立於1947年1月19日，是國際奧委會和亞洲奧林匹克理事會的成員。
印尼奧委會自1952年3月11日成為國際奧委會（IOC）的會員國。同年首次參加奧運。

## 外部連結
- 官方網站